# Hilário (cubiculário)
Hilário (em latim: Hilarius) foi um oficial romano do século IV, ativo durante o reinado do imperador Constâncio II (r. 337–361). É mencionado em 357, quando, servindo como cubiculário, recebeu uma carta do papa Libério (r. 352–366) na qual aparece como "eunuco confiável do imperador" (em latim: imperatoris fidelis eunucus).